# قشلاق حاتم
قشلاق حاتم یک منطقهٔ مسکونی در ایران است که در بخش اسلام‌آباد واقع شده‌است. قشلاق حاتم ۱۰۰ نفر جمعیت دارد.